# Grote Hegge
De Grote Hegge (ook: Hof van Thorn) is een monumentale herenhoeve gelegen aan Waterstraat 9 te Thorn.

## Geschiedenis
De geschiedenis van dit landgoed is terug te voeren tot 1389, toen er sprake was van een goed dat waarschijnlijk in bezit was van het ridderlijk geslacht Haeck. In 1451 werd Gerrit Haeck, meier van Thorn, door de Abdis van Thorn beleend met de Alde Hegge met den sloot, laethoff, manschap, hoeven, bemden ende toebehoerten. Gerrit stierf kinderloos, waarna het goed in handen kwam van Gerard van den Hoeve, die het in 1506 verkocht aan Hendrik van Balderick. 

## Gebouw
Het oudste deel is 15e-eeuws en omvatte een, oorspronkelijk omgracht, L-vormig herenhuis, gebouwd in mergelsteen. Het hoofdgebouw is onderkelderd.
In de 17e en 18e eeuw zijn stallen en schuren aan het geheel toegevoegd. Uit de 18e eeuw is de vrijstaande tiendschuur aan de zuidzijde. De westelijke schuur bevat een overblijfsel van een 16e-eeuwse grenspaal waarop een wapenschild te zien is.
Het complex, buiten het stadje gelegen (Hegge betekent: weiland) ligt tegenwoordig aan de rand van een door grindwinning verkregen plas die eveneens Grote Hegge heet.
Het complex is geklasseerd als Rijksmonument. De stallen en schuren zijn in gebruik als restaurant en zalencentrum.

## Trivia
- De binnenplaats van deze kasteelhoeve diende in 1976 als de opnamelocatie voor het eerste seizoen van Sesamstraat.